# Бокс на летних Олимпийских играх 1904
На III летних Олимпийских играх соревнования по боксу были проведены впервые, и они прошли 21 и 22 сентября. В соревнованиях приняло участие 18 спортсменов, и все они представляли США. Состязания были разделены на семь весовых категорий, хотя они не соблюдались, и некоторые спортсмены участвовали и даже выигрывали медали сразу в нескольких дисциплинах.

## Медали

### Общий медальный зачёт
(Жирным выделено самое большое количество медалей в своей категории; принимающая страна также выделена)
| Общее количество медалей |        |        |         |        |       |
| Место                    | Страна | Золото | Серебро | Бронза | Всего |
| 1                        | США    | 7      | 7       | 5      | 19    |

### Медалисты
| Дисциплина                    | Золото              | Серебро                         | Бронза                                 |
| До 47,6 кг (119 фунтов)       | Джордж Финниган США | Майлс Бёрк США                  | —                                      |
| До 52,2 кг (130,5 фунтов)     | Оливер Кирк США     | Джордж Финниган США             | —                                      |
| До 56,7 кг (141,75 фунтов)    | Оливер Кирк США     | Фрэнк Хеллер США                | Фредерик Гилмор США                    |
| До 61,2 кг (153 фунтов)       | Гарри Спэнджер США  | Джек Иген (Рассел ван Хорн) США | Рассел ван Хорн (Питер Стархольдт) США |
| До 65,8 кг (164,5 фунтов)     | Альберт Янг США     | Гарри Спэнджер США              | Джек Иген США Джозеф Лайдон США        |
| До 71,7 кг (179,25 фунтов)    | Чарльз Майер США    | Бенджамин Спредли США           | —                                      |
| Свыше 71,7 кг (179,25 фунтов) | Сэмюель Бергер США  | Чарльз Майер США                | Уильям Майклс США                      |